# مسروق بن المرزبان
مسروق بن المرزبان بن مسروق بن معدان، أبو سعيد الكوفي، الكندي أحد الرواة وهو صدوق حسن الحديث. مات سنة أربعين ومائتين.

## روايته للحديث النبوي
- روى عن: حفص بن غياث، وأبي الأحوص سلام بن سليم، وشريك بن عبد الله، وعبد الله بن المبارك، وعبد السلام بن حرب، وعبيد الله الأشجعي، ومحمد بن فضيل بن غزوان، وابيه المرزبان بن مسروق، ويحيى بن زكريا بن أبي زائدة ، وأبي بكر بن عياش.
- روى عنه: ابن ماجه، وإبراهيم بن يوسف الهسنجاني، وأحمد بن داود السمناني، وأبو يعلى أحمد بن علي بن المثنى الموصلي، وأحمد بن علي الأبار، وأبو بكر أحمد بن عمرو بن أبي عاصم، والحسن بن علي بن شبيب المعمري، وعبد الله بن محمد بن سوار، وعبدان بن أحمد الأهوازي، وعلي بن سعيد العسكري، ومحمد بن صالح بن ذريح العكبري، ومحمد بن عبد الله الحضرمي، ومحمد بن عبدوس بن كامل السراج، ومحمد ابن عثمان بن أبي شيبة، ومحمد بن هارون الختلي، ومحمود بن محمد الواسطي، وأبو حاتم، وأبو زرعة: الرازيان.[3][4]

## أقوال العلماء فيه
الجرح والتعديل 
- قال أبو حاتم الرازي : ليس بقوي، يكتب حديثه.
- قال أبو حاتم بن حبان البستي : ذكره في الثقات.
- قال ابن حجر العسقلاني : صدوق له أوهام.
- قال الذهبي : وثق، ومرة: صدوق.
- قال صالح بن محمد جزرة : صدوق.
- مصنفوا تحرير تقريب التهذيب: صدوق حسن الحديث، فقد روى عنه جمع غفير من الثقات، منهم أبو يعلى الموصلي، وعبدان، وأبو زرعة وأبو حاتم الرازيان.